# SLAMF7
Le SLAMF7 (pour « SLAM family member 7 ») ou CS1 ou CD319) est une glycoprotéine dont le gène est le SLAMF7 situé sur le chromosome 1 humain.
Il est exprimé sur les cellules du myélome multiple ainsi que sur d'autres cellules immunitaires, les lymphocytes NK ou CD8.
L'élotuzumab est un anticorps monoclonal dirigé contre cette protéine, en cours de test contre le myélome.